# Lampyroidea tenenbaumi
Lampyroidea tenenbaumi is een keversoort uit de familie glimwormen (Lampyridae). De wetenschappelijke naam van de soort werd voor het eerst geldig gepubliceerd in 1928 door Pic.